# 多聚磷酸

多聚磷酸的结构。

多聚磷酸（Polyphosphoric acid，缩写PPA），又称多磷酸、聚磷酸。化学式 {\displaystyle {\rm {\ H_{(n+2)}P_{n}O_{(3n+1)}}}}。

## 性质
多聚磷酸是一种无色透明粘稠状液体，易潮解。与水混溶并水解为正磷酸。不结晶。有腐蚀性。
- CAS号：8017-16-1
- EINECS号：232-417-0

## 制备
由磷酸与五氧化二磷加热进行聚合反应，加入双氧水除铁离子，经净化、冷却、过滤，得多聚磷酸成品。

## 用途
多聚磷酸是有机合成中的失水剂、环化剂及酰化剂。有时用多聚磷酸酯（PPE）类以增加多聚磷酸在有机溶剂中的溶解度。此外多聚磷酸也用作正磷酸的代用品及分析试剂。